# Josep Oriol Pujol i Humet
Josep Oriol Pujol Humet és un psicòleg català especialitzat en la gestió d'empreses. Des de l'any 2002 és director general de la Fundació Pere Tarrés, on treballa per millorar la situació social d'infants i joves en situació vulnerable. L'any 1986 es va llicenciar en Psicologia per la Universitat de Barcelona i el 1993 es va diplomar en Direcció i Administració d’Empreses per ESADE-Universitat Ramon Llull. Per tal de profunditzar en el món de la gestió, es va especialitzar a través del Programa d’Alta Direcció d’Empreses (PADE) d’IESE Business School-Universidad de Navarra (2006).

## Biografia
Josep Oriol Pujol ha estat vinculat desde petit al món del lleure. Quan tenia 11 anys passava el seu temps de lleure al centre de colònies Claret, de Montgat on va ser posteriorment monitor acompanyant infants i joves. També va col·laborar a bastir les cases de colònies de Malianta i Mas Paisà. La seva experiència com a monitor el va portar a vincular-se al tercer sector.

## Trajectòria professional
Des del 15 de maig del 2002 és el director general de la Fundació Pere Tarrés. A partir de l’1 de novembre del 1986 i fins al maig del 2002 va ser gerent de la Fundació Pere Tarrés i director del Servei de Colònies de Vacances de la mateixa entitat. Amb un equip professional de primer ordre sorgit del sector social, han aixecat una entitat que presta serveis educatius i socials, vetlla per l’educació de milers d’infants i forma a milers de joves i adults.
Del 1993 al 1998 va ser president de la Coordinació Catalana de Colònies, Casals i Clubs d’Esplai, confederació d’entitats de temps lliure d’àmbit català que agrupa uns 30.000 infants i 5.000 monitors i monitores, avui integrada en el Moviment de Centres d’Esplai Cristians Catalans (MCECC) de la Fundació Pere Tarrés.
La seva expertesa com a monitor, director i gestor d'una entitat social li ha permés transmetre els seus coneixements com a professor del postgrau de Direcció i Gestió d’Organitzacions No Lucratives i d’Economia Social de la Universitat Ramon Llull, i de Psicologia Social en la Diplomatura d’Educació Social.
Des del projecte de la Fundació ha contribuït en diversos òrgans consultius i executius de diferents institucions i organismes com el Consell executiu de la Universitat Ramon Llull o Consell municipal del Benestar Social de l'Ajuntament de Barcelona. També és Membre dels Patronats de la Fundació Escola Vicenciana i de la Fundació Aymar i Puig.

## Publicacions
Josep Oriol Pujol publica periòdicament articles de reflexió en premsa general i revistes especialitzades. També és autor del llibre Persona i Iniciativa Social: Aportacions sobre el món, l’educació, l’acció social, la societat civil, la gestió social i la fe (2012) de l’editorial Pagès Editors.
Al llarg de la seva trajectòria, ha publicat molts articles relacionats amb el món del lleure i l'acció social a les principals capceleres i en diares especialitzats del sector social com “El lleure educatiu no és una ‘commodity’”, “L'esperit crític, antídot contra la tecnologia”, “Estiu i desigualtat social infantil” o “Comprensió amb la secularització dels joves”.